# Tony George
Anton Hulman "Tony" George (Terre Haute, 30 de dezembro de 1959) é um ex-automobilista norte-americano da Indy Lights e é ex-diretor da Indianapolis Motor Speedway e diretor da Hulman & Company e ele faz parte da Conselho de Administração. Ele é o fundador da Indy Racing League, que em 2003 se tornaria IndyCar Series, sancionando também a Indy Lights Series, que iniciaria como IRL Infiniti Pro Series e era chefe de equipe da Vision Racing, antiga equipe da IndyCar Series e suspendeu operações em janeiro de 2010.
Tony George é o neto de Tony Hulman, que adquiriu a Indianapolis Motor Speedway(IMS) no final da década de 1940. Competiu a temporada de 1989 da Indy Lights, terminando em 12 pontos e conseguir terminar 5 vezes entre os dez primeiros(top ten). O avô de George, Tony Hulman comprou Indianapolis Motor Speedway na década de 1940. A mãe dele (e filha do Hulman), Mari Hulman George (1934-2018), é presidente da Indianapolis Motor Speedway e entrega seu famosa frase "Damas e Cavalheiros, liguem seus motores"(em inglês: "Ladies and Gentlemen, start your engines") antes de todos os 500 milhas de Indianápolis.
Tony George se tornou presidente e diretor-executivo da Indianapolis Motor Speedway Corporation após a morte de Joe Cloutier em 1989. Ele renunciou em 30 de junho de 2009 como diretor-executivo do autódromo de Indianápolis e da Hulman & Company a fim de se focar mais tempo na Indy Racing League.

## Sua administração na Indianapolis Motor Speedway
Durante seus primeiros anos, ele supervisionou a novos projetos, tais como Torre Terrace Suites, reconstrução do pit lane (incluindo a adição de um warm-up lane solicitado por alunos influentes no autodrómo), e uma torre de controle.
Antes da chegada de George, o Indianapolis Motor Speedway tradicionalmente tinha apenas uma corrida: a 500 Milhas de Indianápolis. Ele mudou isso a partir do anúncio de que da chega da NASCAR. O Brickyard 400, fez sua estréia em 6 de agosto de 1994, tendo a bandeira quadriculada para Jeff Gordon.
Em 1998, o International Race of Champions veio para a pista, com pouco alarde, e menos sucesso.
Mais tarde, George ajudou a Fórmula 1 voltar para os Estados Unidos com o Grande Prêmio dos Estados Unidos realizado em 2000. Este projeto envolveu a construção de uma parte mista dentro do oval. Apesar da controvérsia em torno do Grande Prêmio dos Estados Unidos de 2005, onde apenas 6 dos 22 carros chegaram para a bandeirada verde, o evento continuou. Michael Schumacher se tornou o primeiro piloto a vencer 5 corridas no Indianapolis Motor Speedway, vencendo a corrida de 2006 em 2 de julho. O inglês Lewis Hamilton ganhou o evento de 2007. IMS (a Indianapolis Motor Speedway) não conseguiu negociar um contrato com a Fórmula 1 de Bernie Ecclestone para trazer a série de volta para o Brickyard para 2008 e além, perdendo assim o Grande Prêmio, naquele momento.
O autodrómo hospedava a sua primeira corrida de MotoGP em 2008. Para acomodar as motos que poderiam competir não com segurança através das curvas inclinadas, uma seção adicional foi arada sobre a construção de estrada em curso para contornar a curva 1.
Em 30 de junho de 2009, George renunciou ao seu cargo de diretor-geral, mas permaneceu como um membro do conselho de administração até janeiro de 2010, quando ele se demitiu do Conselho de Administração. Todavia num evento em 2016 da NASCAR em Indianapolis Motor Speedway, George era descrito como membro da Administração da Hulman & Company, que.

## A cisão com a CART
Logo após ser desligado do Conselho de Administração da CART, George anunciou a criação do Indy Racing League, que começou a competir em 1996. Ele criou a IRL para desafiar a já estabelecida categoria CART, e, segundo ele, para incentivar o campo dos monopostos. Ele também disse que queria uma categoria para ser disputada inteiramente em pistas ovais, tornando-a distinta da CART, que correu em circuitos mistos ou circuitos de rua, além de ovais. George irritou muitos dos participantes da CART, exigindo 25 dos 33 vagas no grid nas 500 milhas de Indianápolis a serem ocupadas pelos pilotos da IRL. Isso significava que CART não conseguia segurar Indianápolis como um evento valendo pontos assim como não tinha equipes autorizadas o suficiente para competir e ganhar pontos. Sua personalidade abrasiva alegadamente não ajudou tanto. A CART decidiu boicotar a prova e correr no mesmo dia, o U.S. 500 em Michigan International Speedway. Devido ao boicote da CART, a maioria dos maiores nomes não entraram na 500 Milhas de Indianápolis durante vários anos. Tony George se tornou uma figura alvo de duras críticas entre alguns fãs de corrida, que alegam que as corridas de monopostos americanos perderam fãs, patrocinadores e pilotos para a NASCAR.

## A fundação da IRL
A IRL foi fundada em 1994 por Tony George e começou a competir em 1996. CART havia sancionado a marca do automobilismo Indy car racing desde 1979, quando a organização se separou da USAC. George criou a IRL como uma alternativa aberta, com corridas totalmente em circuitos ovais, de baixo custo em relação a CART, que se destacava pela tecnologia e dominado por poucas equipes, bem como a Fórmula 1.
Inicialmente atraiu algumas das equipes mais pequenas que acreditaram na visão apresentada por Tony George. Nos últimos anos, a IRL tem ficado similar à CART a partir do qual se separou. O círculo de vencedores é agora dominado por uma minoria de equipes, incluindo os da CART, como Chip Ganassi Racing e a Team Penske, um forte contingente de pilotos estrangeiros, e tem uma programação que foi paulatinamente reduzida para a entrada de corridas em circuitos de rua e autódromos e que também conta em seu pacote técnico, uma construtora de chassi italiana (Dallara) e fornecedor de motor e pneus japonesas (Honda e Firestone respectivamente. Este pacote ainda introduzirá a Lotus Cars como outro fornecedor de motor, sendo esta uma empresa britânica.
O início da IRL e George receberam duras críticas por setores da mídia e de alguns concorrentes da CART. O início de temporada da IRL consistiu em horários esparsos, pilotos e equipes praticamente desconhecidos, mesmo nas 500 milhas de Indianápolis. Logo depois com o calendário alargado, o calibre dos pilotos foi melhorando. As equipes do CART começaram a correr em corridas da IRL a partir de 2000, contribuindo para a falência desta, que logo após ganharia nova marca comercial, Champ Car em 2003, até sua absorção pela IRL em 2008.